# Samá (ilha)

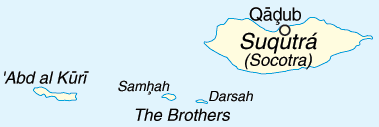
Arquipélago de Socotora.

Samá (Samhah) é uma ilha pertencente ao Iémen, localizada entre Socotorá e a costa somali. A sua área é de 40 km². Juntamente com as ilhas de Abdalcuria e Darsah, forma o conjunto conhecido por "Os irmãos".